# Bandiera dell'Oregon
La bandiera dell'Oregon, adottata nel 1925, ha uno sfondo blu con caratteri dorati su entrambi i lati, che però presentano figure diverse: sul fronte della bandiera c'è lo stemma dello Stato contornato da 33 stelle (l'Oregon fu appunto il trentatreesimo Stato dell'Unione); sotto c'è l'anno di annessione agli Stati Uniti d'America, il 1859.
Sul rovescio della bandiera troviamo invece la figura di un castoro, animale simbolo dello Stato, intento a rosicchiare una radice.
Le bandiere che hanno figure differenti sui due lati sono piuttosto rare, ad esempio fra quelle degli stati nazionali solo quella del Paraguay risponde a queste caratteristiche.